# Andrena ferrugineipes
Andrena ferrugineipes là một loài Hymenoptera trong họ Andrenidae. Loài này được LaBerge mô tả khoa học năm 1977.